# Uturoa
Uturoa è una città (3 778 abitanti) dell'isola di Raiatea, capoluogo dell'omonimo comune del dipartimento d'oltremare delle Isole Sottovento, appartenente alla collettività d'oltremare della Polinesia francese.
Si estende sulla parte settentrionale dell'isola di Raiatea, occupandone una superficie di 16 km².
Attuale sindaco di Uturoa è Sylviane Terooatea.
Uturoa è sede aeroportuale, nonché il maggiore centro abitato dell'isola.